# Јесенице
Јесенице (словен. Jesenice) је град у Словенији и важно насеље Горењске регије и алпског дела државе. Јесенице је и управно средиште истоимене општине Јесенице.
Општина Јесенице позната је по дугој традицији производње гвожђа и челика и старој топионици.

## Географија

### Природне одлике
Јесенице се налазе на северозападу државе, близу границе са Аустријом. Град се налази усред алпског планинског масива. Северним од града издижу се Караванке, а јужно Јулијски Алпи. У средини се налази долина Саве Долинке, где се сместио и сам град Јесенице. Због узаности долине Јесенице су јако издужен град.

### Клима и воде
У општини влада умерено континентална клима.
Сава Долинка протиче кроз град.

## Историја
Јесенице су горењско насеље. Настале су у крају у коме су у прошлости у ковачницама и фужинама израђивани разни предмети од гвожђа. Једна фужина налазила се у селу Сави, усред данашњих Јесеница. Она је користила водну снагу Саве и прерађивала ископану руду гвожђа у непосредној околини. Године 1869. уместо примитивне фужине подигнута је модерна железара, јер је годину дана раније отворена прва горењска железара Крањ - Јесенице - Трбиж. Престанком рада старих фужина у околини Јесеница (Радовна, Бохињ и др), радници су се преселили у Јесенице. Јесеничка железара имала је високе пећи са коксаром у Шкедњу код Трста, где се топила руда, која је увожена из прекоморских земаља. Сирово гвожђе допремано је у Јесенице на даљу прераду. 
Када је нова граница 1918. одвојила Јесенице од Шкедња, јесеничка железара почела је да прерађује гвожђе из југословенских рудника. У железари је 1939. године било запослено 3.880 радника, од којих је око 2.000 отишло у партизане 1941. године. У октобру 1936. откривен је споменик краљу Александру.

## Становништво
Град Јесенице данас има око 14.000 становника, а са предграђима око 21.000 становника. У односу на друге значајне градове Словеније Јесенице имају већи удео становништва са подручја бивше Југославије, што је повезано са наглашеним индустријским карактером града, посебно захваљујући улози средишта црне металургије.

## Галерија
- Поглед на град из долине Саве Долинке
- Стари део Јесеница
- Музеј града у старој касарни